# Gazoldo degli Ippoliti

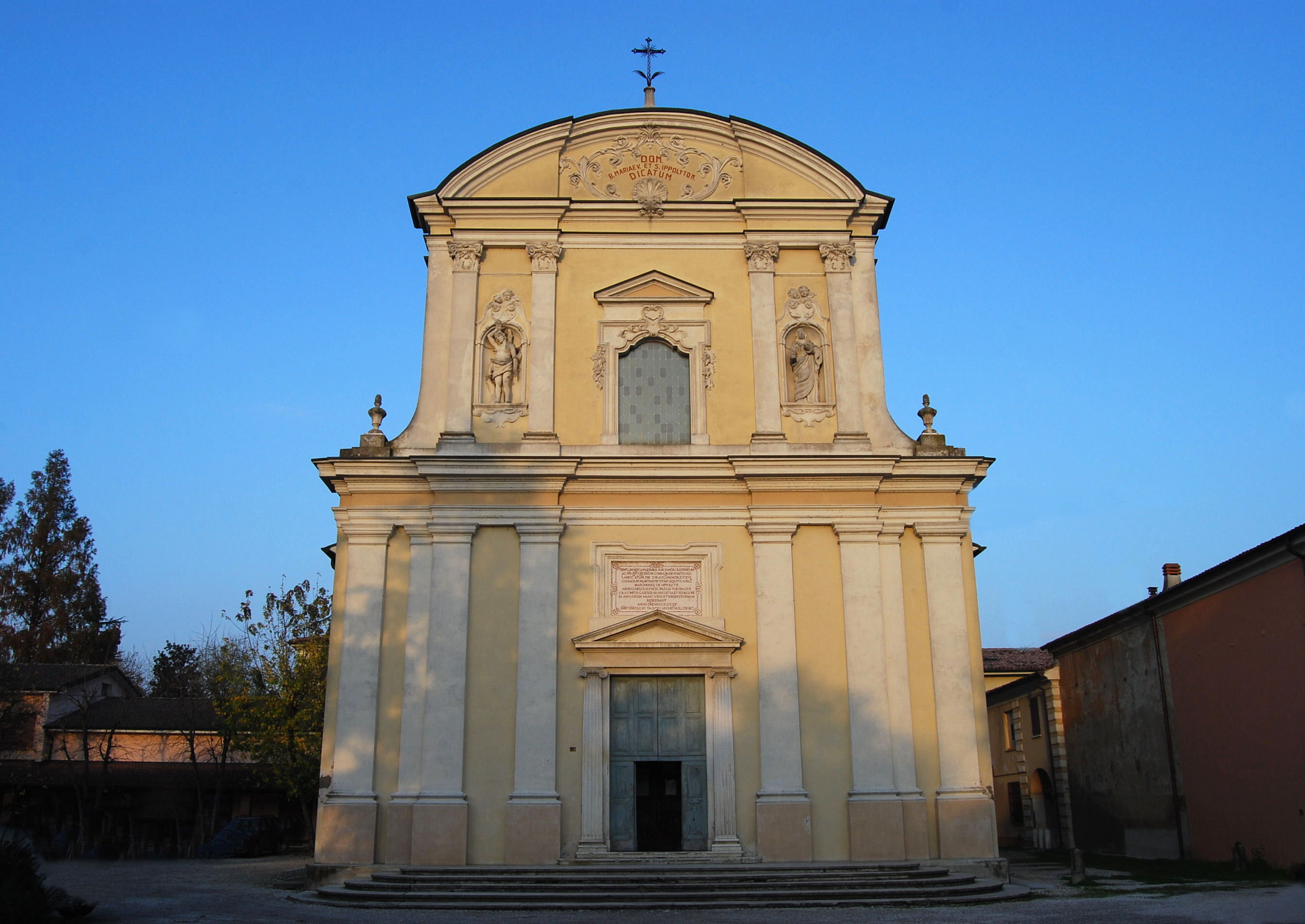
Parochialkirche von Gazoldo degli Ippoliti

Gazoldo degli Ippoliti ist eine norditalienische Gemeinde (comune) mit 3025 Einwohnern (Stand 31. Dezember 2023) in der Provinz Mantua in der Lombardei. Die Gemeinde liegt etwa 21 Kilometer westnordwestlich von Mantua.

## Geschichte
Die Gemeinde lag an der früheren Römerstraße Via Postumia. Die Gemeinde, die ihren Ursprung im Mittelalter hat, war zunächst wohl durch die Langobarden gegründet worden.

## Kunst und Kultur
Seit Februar 2016 befindet sich hier das der Opernsängerin Rosina Storchio gewidmete Museum Museo Lirico Rosina Storchio. Es befand sich zuvor in Dello und wurde hierher dauerhaft umgesiedelt.

## Gemeindepartnerschaft
Gazoldo degli Ippoliti unterhält eine inneritalienische Partnerschaft mit der Gemeinde Pinzolo in der Provinz Trient.